# Adlullia
Adlullia là một chi bướm đêm thuộc họ Erebidae.